# Rogowo (Pasłęk)
Rogowo (deutsch Rogau) ist ein Ort in der polnischen Woiwodschaft Ermland-Masuren. Er gehört zur Gmina Pasłęk (Stadt-und-Land-Gemeinde Preußisch Holland) im Powiat Elbląski (Kreis Elbing).

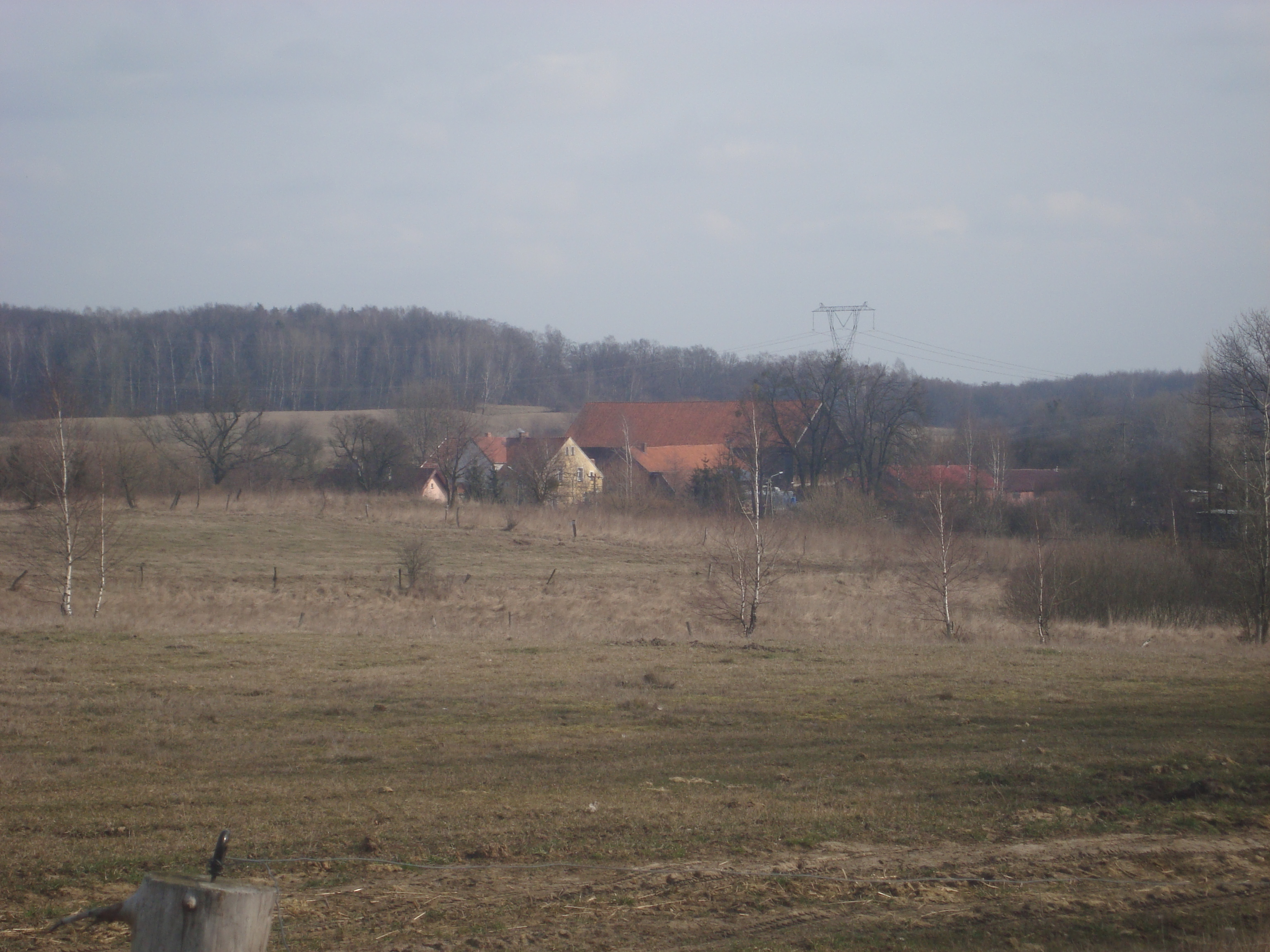
Blick auf das Dorf Rogowo

## Geographische Lage
Rogowo liegt im nördlichen Westen der Woiwodschaft Ermland-Masuren, jeweils neun Kilometer nordwestlich der früheren Kreisstadt Preußisch Holland (polnisch Pasłęk) bzw. östlich der heutigen Kreismetropole Elbląg (deutsch Elbing).
Das Dorf liegt in einer hügeligen Landschaft, eingebettet in Anhöhen und Schluchten: im Nordosten befindet sich der Korintenberg (polnisch Rogowska Góra) mit 128 Metern, im Südosten der Kreuzberg (Krzyżowa Góra) mit 110 Metern und auch die Schlucht Rapendorfer Grund (Wąwóz Aniołowki), und im Südwesten die Schlucht Wöklitzer Grund (Wąwóz Weklicki).

## Geschichte
Das kleine Dorf Rogau wurde im Jahre 1316 erstmals erwähnt. 1415 wurde die Handfeste erneuert. 1785 wurde Rogau als verpfändetes Bauerndorf mit 19 Feuerstellen genannt, 22 Feuerstellen bei 117 Einwohnern waren es im Jahre 1820.
Als 1874 der Amtsbezirk Marienfelde im ostpreußischen Kreis Preußisch Holland errichtet wurde, gehörte die Landgemeinde Rogau von Anfang an dazu.
Im Jahre 1910 vermeldete Rogau 183 Einwohner. 168 Einwohner waren es im Jahre 1933, und 148 im Jahre 1939.
Im Januar 1945 drang die Rote Armee in Rogau ein. Im gleichen Jahre wurde das gesamte südliche Ostpreußen in Kriegsfolge an Polen abgetreten. Rogau erhielt die polnische Namensform „Rogowo“. 
Das Dorf ist heute eine Ortschaft im Verbund der Gmina Pasłęk (Stadt-und-Land-Gemeinde Preußisch Holland) im Powiat Elbląski (Kreis Elbing), von 1975 bis 1998 der Woiwodschaft Elbląg, seither der Woiwodschaft Ermland-Masuren zugehörig. Im Jahre 2021 zählte Rogowo 63 Einwohner.

## Religion

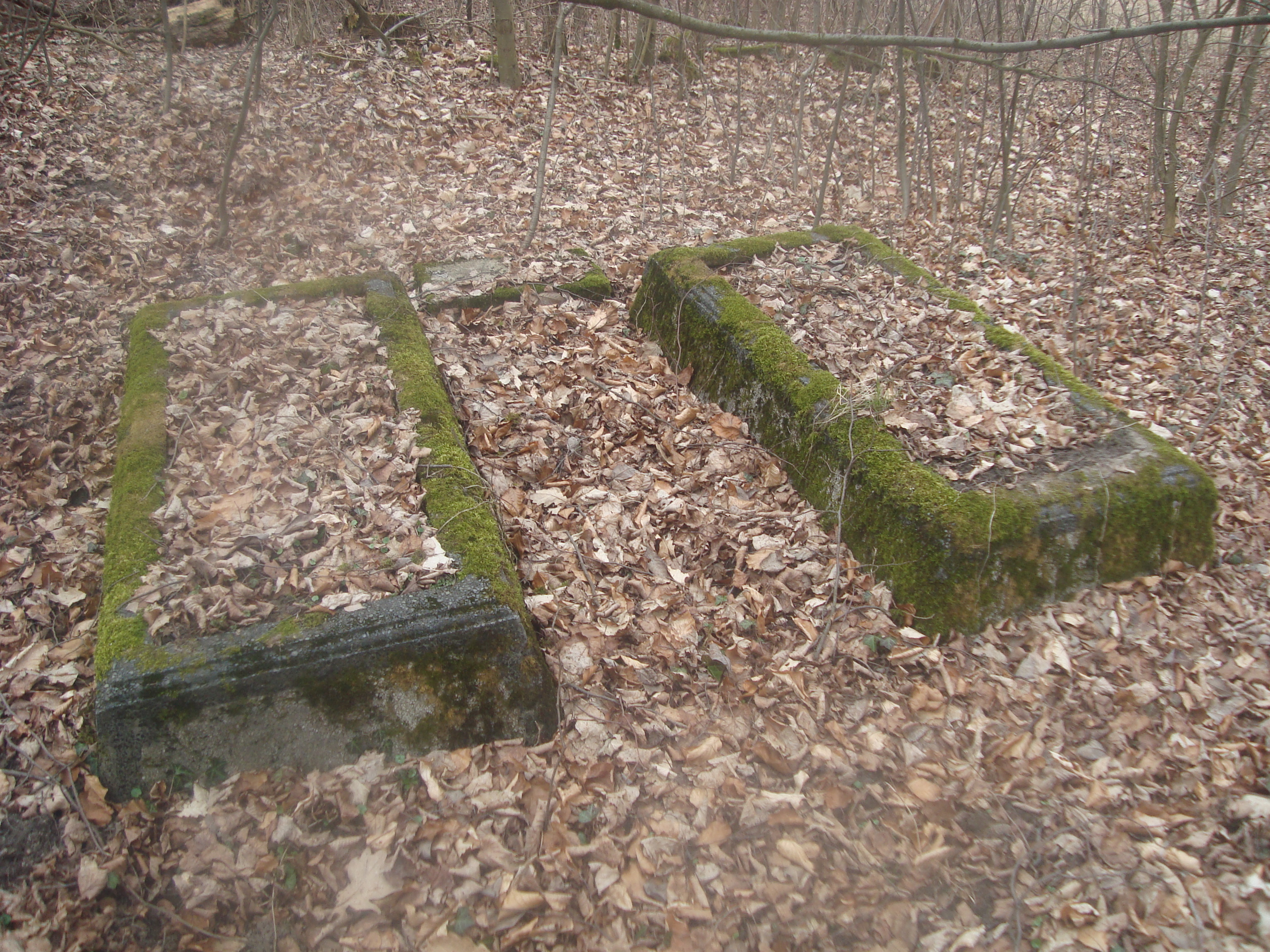
Grabstellen auf dem früheren evangelischen Friedhof in Rogau (Rogowo)

Bis 1945 war Rogau in die evangelische Kirche Marienfelde (polnisch Marianka) in der Kirchenprovinz Ostpreußen der Kirche der Altpreußischen Union eingegliedert, gehört heute aber zur Georgenkirche Pasłęk, einer Filialkirche der Pfarrei Ostróda (Osterode) in der Diözese Masuren der Evangelisch-Augsburgischen Kirche in Polen.
Die römisch-katholischen Einwohner von Rogau als auch Rogowo gehören wie bisher zur Pfarrei St. Josef in der Stadt Pasłęk (Preußisch Holland), jetzt dem Dekanat Paslek I im Bistum Elbląg zugehörig.

## Verkehr
Rogowo liegt an einer Nebenstraße, die von Bogaczewo (Güldenboden) – mit Anschluss an die Schnellstraße 7 – über Aniołowo (Rapendorf) bis nach Pomorska Wieś (Pomehrendorf) führt.
Bogaczewo ist die nächste Bahnstation an den Bahnstrecken Malbork–Braniewo (einstige Preußische Ostbahn Berlin–Königsberg (Preußen), heute nur noch sporadischer Bahnverkehr) und Olsztyn–Bogaczewo (regelmäßig befahren).